# 8141 Миколаїв
8141 Миколаїв (8141 Nikolaev) — астероїд, відкритий 20 вересня 1982 року Миколою Степановичем Черних та названий на честь міста Миколаєва, обласного центру України, де розташована Миколаївська астрономічна обсерваторія.
Правильна назва астероїда українською мовою Миколаїв, проте латиницею назва затверджена через посередництво російської мови як Nikolaev.